# Гнездцы
Гнездцы — деревня в Лихославльском районе Тверской области России. Деревня расположена вдоль течения реки Малица. Юго-восточная часть деревни, расположенная за ручьем, была ранее отдельной деревней Плаксино.
Административно входит в состав муниципального образования — Вёскинское сельское поселение.
На 2008 год в деревне насчитывается около 100 домов с постоянным населением около 15 человек.

## История
До 1861 года владельческая деревня при реке Малица. В 1859 году в деревне насчитывалось 30 дворов и проживало 258 человек.
Деревня входила в состав Новоторжского уезда, Тверской Губернии до 1917 в составе Российской империи, с 1917 по 1929 — в составе РСФСР. С 1929 года в составе Лихославльского района.
Во время коллективизации с деревней Гнездцы связана деятельность преподобноисповедника Сергия Сребрянского. В 1930 году деревня Гнездцы категорически отказалась от вступления в колхоз.
В Великую Отечественную войну боевых действий в ней не происходило и застройка не пострадала.
В деревне длительное время проживал физик-ядерщик В. А. Друин.

## Экономика
На 2008 год основой экономики является огородничество и приусадебное животноводство. Деревня электрифицирована, но не газифицирована.

## Культура
В деревне Гнездцы родился советский писатель Фёдор Михайлович Голубев.